# 多萝塔·霍尔佐内克-约凯尔
多萝塔·霍尔佐内克-约凯尔（波蘭語：Dorota Horzonek-Jokiel，1934年2月3日—1992年5月26日），波兰女子竞技体操运动员。她曾代表波兰参加1952年和1956年夏季奥林匹克运动会体操比赛，其中1956年奥运会获得一枚铜牌。